# Tableau des médailles des Jeux paralympiques d'hiver de 1998
Le tableau ci-dessous fournit la répartition des médailles aux Jeux paralympiques d'hiver de 1998 à Nagano (Japon). Les pays sont classés selon le nombre de médailles d'or obtenues. En cas d'égalité, on prend en compte le nombre de médailles d'argent puis le nombre de médailles de bronze obtenues. Si deux pays ont le même nombre de médailles d'or, d'argent et de bronze, ils ont le même rang dans la classification.
| Rang | Nation             | Or | Argent | Bronze | Total |
| ---- | ------------------ | -- | ------ | ------ | ----- |
| 1    | Norvège            | 18 | 9      | 13     | 40    |
| 2    | Allemagne          | 14 | 17     | 13     | 44    |
| 3    | États-Unis         | 13 | 8      | 13     | 34    |
| 4    | Japon              | 12 | 16     | 13     | 41    |
| 5    | Russie             | 12 | 10     | 9      | 31    |
| 6    | Suisse             | 10 | 5      | 8      | 23    |
| 7    | Espagne            | 8  | 0      | 0      | 8     |
| 8    | Australie          | 7  | 16     | 11     | 34    |
| 9    | Finlande           | 7  | 5      | 7      | 19    |
| 10   | France             | 5  | 9      | 8      | 22    |
| 11   | Nouvelle-Zélande   | 4  | 1      | 1      | 6     |
| 12   | Italie             | 3  | 4      | 3      | 10    |
| 13   | République tchèque | 3  | 3      | 1      | 7     |
| 14   | Ukraine            | 3  | 2      | 4      | 9     |
| 15   | Canada             | 1  | 9      | 5      | 15    |
| 16   | Australie          | 1  | 0      | 1      | 2     |
| 16   | Danemark           | 1  | 0      | 1      | 2     |
| 18   | Slovaquie          | 0  | 6      | 4      | 10    |
| 18   | Suède              | 0  | 6      | 4      | 10    |
| 20   | Pays-Bas           | 0  | 1      | 1      | 2     |
| 21   | Pologne            | 0  | 0      | 2      | 2     |